# Westwood, Missouri
Westwood är en ort i St. Louis County, Missouri i delstaten Missouri, USA.